# Vitbukig myrkott
Vitbukig myrkott eller trädmyrkott (Manis tricuspis) är ett däggdjur i familjen myrkottar (Manidae) som förekommer i centrala och västra Afrika. Dess närmsta släkting är långsvansad myrkott och ibland placeras dessa i samma undersläkte.

## Utseende
Vitbukig myrkott är en av de minsta i familjen. Den når en kroppslängd mellan 37 och 44 centimeter och därtill kommer en 40 till 50 centimeter lång svans. Vikten ligger mellan 1,8 och 2,4 kilogram. Liksom hos andra myrkottar är huvudets ovansida, ryggen och sidorna, extremiteternas utsida (men inte underarmarna) samt svansen täckt med fjäll. Fjällen har en gråbrun till mörkbrun färg och en trekantig form samt tre utskott, därav namndelen tricuspis i det vetenskapliga namnet. Vid de oskyddade ställen är huden vitaktig. Vid de främre extremiteterna finns stora grävklor och de bakre extremiteterna har små klor. Liksom andra myrkottar saknar arten tänder och har en lång tunga.

## Utbredning
Utbredningsområdet sträcker sig från Senegal till Kenya och söderut till norra Angola och norra Zambia.

## Ekologi
Vitbukig myrkott förekommer främst i skoghabitat, främst regnskogar, men den hittas även i landskap där skogar och savanner bildar ett mosaik. Den är nattaktiv och vistas främst på träd. Den klättrar med hjälp av klorna och svansen. Svansen är en typisk gripsvans och kan hålla hela kroppsvikten. Arten vilar i trädhålor.
Individerna lever utanför parningstiden ensamma och markerar sitt revir med vätska från analkörtlarna. Honornas territorier är små (cirka 4 hektar) och tydlig avgränsade mot varandra. Hannar har större revir (cirka 24 hektar) som överlappar med revir av flera honor. Utanför parningstiden är möten mellan hannar och honor bara slumpmässig och kortvarig.
Födan utgörs främst av myror som lever på träd och mera sällan av termiter. Vitbukig myrkott avlägsnar trädens bark för att komma åt bytet och slickar myrorna med den klibbiga tungan. Då de saknar tänder söndersmulas födan i magsäcken. Den äter 150 till 200 gram insekter per dag.
Dräktigheten varar i cirka 150 dagar och vanligen föds bara ett ungdjur åt gången. Honan ger di ungefär tre månader men ungen lämnar henne vanligen efter ytterligare två månader.
Artens naturliga fiender är leoparder och pytonormar.

## Hot och status
Vitbukig myrkott jagas för köttets skull och fjällen säljs till Asien där den används i den traditionella medicinen. Den hotas även av skogsavverkning och listas av IUCN som sårbar (VU).